# Chirundu (Sambia)
Chirundu ist eine Grenzstadt in der Südprovinz von Sambia mit 35.403 Einwohnern (2022) und liegt in einer Höhe von etwa 400 m ü. M. am Sambesi, der die Grenze zu Simbabwe bildet. Sie ist die Hauptstadt des gleichnamigen Distrikts. Die Kariba-Talsperre liegt rund 65 km flussaufwärts.

## Wirtschaft
Die Stadt erhält ihren Wohlstand durch den grenzüberschreitenden Verkehr. An einem typischen Tag werden etwa 270 LKWs abgefertigt (2015). Weil Sambia als Binnenstaat keinen Meereshafen besitzt, müssen Waren aus Seefrachtlieferungen von bzw. nach Beira (Mosambik) über die dafür kürzeste Straßenverbindung transportiert werden.
Durch die Zusammenlegung der sambischen und simbabwischen Grenzbehörden ist die Stadt laut einem Bericht der Welthandelsorganisation (WTO) zum verkehrsreichsten Hafen in Sambia und zu einem der am häufigsten genutzten Binnengrenzpunkte im östlichen und südlichen Afrika geworden.

## Infrastruktur
Das Verwaltungszentrum verfügt über ein Bürogebäude, eine Polizeistation mit 10 Häusern, ein Postamt und ein Bürgerzentrum. Es gibt mehrere Banken, was den Menschen vor Ort erlaubt leichter an Bargeld zu gelangen.

### Gesundheit
Am Grenzposten Chirundu gibt es ein Missionskrankenhaus namens Mtendere, das etwa 47.000 Menschen versorgt. Es wird zum Teil von Patienten aus Simbabwe und der Stadt Kafue mit genutzt.

### Verkehr
Chirundu ist durch die inzwischen geschlossene Otto Beit Bridge und die neue Chirundu Bridge mit dem gleichnamigen Ort in Simbabwe verbunden und liegt damit an der wichtigen, direkten Straßenverbindung zwischen Harare (Simbabwe) und Lusaka (Sambia). Die Stadt liegt nur etwa 140 Straßenkilometer von der Hauptstadt Lusaka entfernt.
Chirundu liegt an der Fernstraße T2, die mittels der Chirundu Bridge an die A1 von Simbabwe anschließt. Während der britischen Kolonialherrschaft lag diese Strecke auf der Great North Road, die nach den Vorstellungen von Cecil John Rhodes ein Teil der Kap-Kairo-Straße werden sollte.

## Sehenswürdigkeiten
Die Attraktionen von beiden Chirundu sind der Sambesi, das Fischen nach dem bis zu 15 Kilogramm schweren Tigersalmler, das mehrere Safari-Veranstalter anbieten, Elefanten und Baobab-Bäume.
Vom sambischen Chirundu aus ist der Untere-Sambesi-Nationalpark erreichbar, vom simbabwischen Chirundu aus der südlich des Sambesi liegende Mana-Pools-Nationalpark. Nördlich des Flusses liegt außerdem der Chirundu Fossil Forest (Welterbestätte), in dem 150 Millionen Jahre alte versteinerte Baumteile zu finden sind.